# Aleksander Krosnowski
Aleksander Krosnowski herbu Junosza (ur. ok. 1670, zm. 1731) – rotmistrz pancerny, pułkownik JKM, regimentarz wojsk koronnych, stolnik gostyński, starosta petrykowski i zagrobelski, poseł na sejm 1724.
Aleksander Krosnowski urodził się ok. 1670 r. jako syn Władysława i Urszuli Micowskiej herbu Prawdzic, starościanki grabowskiej.
W 1697 podpisał suffragia z województwem ruskim. Był rotmistrzem pancernym, pułkownikiem JKM, od 1709 r. regimentarzem wojsk koronnych, był oceniany przez współczesnych jako zdolny i odważny dowódca. Był jednym z najbliższych współpracowników hetmana Adama Mikołaja Sieniawskiego. Zasłynął obroną Brzeżan w 1709 r. Od 1709 roku stolnik gostyński. Był również starostą petrykowskim, a od 1713 r. również starostą zagrobelskim. W 1724 r. posłował na Sejm z ziemi halickiej.
Ożenił się z Konstancją Mrozowicką herbu Prus III, córką Marcina, cześnika buskiego i podstolego grabowieckiego oraz Heleną z Baworowskich herbu Prus II, urodzoną ok. 1675 r., zmarłą w 1732 r., z którymi miał dwie córki: Annę, żonę Franciszka Łopackiego, podstolego ciechanowskiego i starosty krasnosieleckiego oraz Barbarę, żonę Franciszka Szeptyckiego, chorążego latyczewskiego.